# Bax, Haute-Garonne
Bax är en kommun i departementet Haute-Garonne i regionen Occitanien i södra Frankrike. Kommunen ligger i kantonen Rieux-Volvestre som tillhör arrondissementet Muret. År 2022 hade Bax 99 invånare.

## Befolkningsutveckling
Antalet invånare i kommunen Bax
Referens:INSEE